# 斉木楠雄のΨ難 妄想暴走 Ψキックバトル
『斉木楠雄のΨ難 妄想暴走!Ψキックバトル』（さいきくすおのサイなん もうそうぼうそう サイキックバトル）は、DLEより配信されているスマートフォン用ゲームアプリ。 2018年4月16日サービス開始。基本プレイ無料（アイテム課金制）。略称は『Ψバト』。
2019年7月19日をもってサービスを終了した。

## 概要
麻生周一原作のテレビアニメ『斉木楠雄のΨ難』を題材としたゲーム。原作やアニメではないオリジナルのストーリーやイラストなどもある。
ジャンルは、タワーディフェンスで、開発、運営はDLEの完全子会社のモノである。
基本プレイは無料で、ダイヤ購入などの課金もある。

## 沿革
- 2017年12月18日 - スマートフォン向けゲームアプリ化が決定したことを発表した[2]。
- 2018年
  - 2月7日 - 事前登録、WEBサイトでファン投票企画を開始。4月16日より配信する事を発表[3]。
  - 4月16日 - 予定通りにiOS、Androidで配信開始。
  - 5月 - 70万ダウンロードを達成[4]。
  - 12月7日 - 12月24日までアニメの主題歌を担当したでんぱ組.incとコラボレーションしたイベントを開催[5]。
- 2019年7月19日 - サービス終了。

## ゲーム内容
メインストーリーは、個性豊かな同級生が作り出した妄想世界へ迷い込んでしまった楠雄が、脱出を目指すというもの。
イベントは、バレンタインやハロウィン、クリスマスといった季節のオリジナルストーリーなどがある。

### バトル
自分の本拠地であるPK学園から相手の本拠地に攻めるという形式になっており、キャラクターにはWPがあり、WPがたまると本拠地から出てくる。

## 登場人物
斉木楠雄のΨ難#登場人物を参照。

## イベント
- 祝☆リリース!! サプライズパーティー
  - 開催期間：2018年5月18日～6月4日
  - 復刻
    - 2018年12月7日～12月24日
    - 2019年1月4日～1月8日
- 幼いΨ強超能力者
  - 開催期間：2018年6月8日 ～ 6月22日
  - 復刻
    - 2019年1月4日～1月8日
- 喧嘩上等！仏恥義理
  - 開催期間：2018年6月22日 ～ 7月7日
  - 復刻
    - 2018年9月～9月 日
    - 2019年1月4日～1月8日
- お帰りなさいませご主人様
  - 開催期間：2018年7月6日～ 7月20日
  - 復刻
    - 2018年10月～10月 日
    - 2019年1月8日～1月13日
- 夏だ!!祭りだ!!花火大会!!
  - 開催期間：2018年7月20日～ 8月6日
  - 復刻
    - 2019年1月8日～1月13日
- 恐怖のΨレントホスピタル
  - 開催期間：2018年8月17日～ 9月3日
  - 復刻
    - 2019年1月8日～1月13日
- 左脇腹町Ψ強カワイイペットコンテスト
  - 開催期間：2018年9月14日～ 9月28日
  - 復刻
    - 2019年1月13日～1月18日
- 開Ψハロウィンパーティー2
  - 開催期間：2018年10月26日～ 11月10日
  - 復刻
    - 2019年1月13日～1月18日
- 手作りスイーツ大作戦！
  - 開催期間：2018年11月16日～12月3日
  - 復刻
    - 2019年1月13日～1月18日
- 白熱！最Ψ最好調！ツアー
  - 開催期間：2018年12月7日～12月25日
- Ψコーセレブなクリスマス
  - 開催期間：2018年12月21日～12月31日
- 変身サイダーマン
  - 開催期間：2019年1月25日～2月11日

## 企画
- バレンタインデー&ホワイトデーファン投票

バレンタイン&ホワイトデーでお菓子をあげたいTOP3
| 順位 | キャラクター | 票数    |
| ---- | ------------ | ------- |
| 1    | 斉木楠雄     | 20528票 |
| 2    | 海藤瞬       | 6928票  |
| 3    | 照橋心美     | 5448票  |

バレンタイン&ホワイトデーにお菓子を貰いたいTOP3
| 順位 | キャラクター | 票数    |
| ---- | ------------ | ------- |
| 1    | 斉木楠雄     | 14232票 |
| 2    | 照橋心美     | 12468票 |
| 3    | 海藤瞬       | 4942票  |